# Граймерсбург
Граймерсбург (нім. Greimersburg) — громада в Німеччині, розташована в землі Рейнланд-Пфальц. Входить до складу району Кохем-Целль. Складова частина об'єднання громад Кохем.
Площа — 10,16 км2. Населення становить 697 ос. (станом на 31 грудня 2020).